# Liste der Stolpersteine in Melsungen
Die Liste der Stolpersteine in Melsungen enthält die Stolpersteine, die im Rahmen des gleichnamigen Kunst-Projekts von Gunter Demnig in Melsungen verlegt wurden. Mit ihnen soll an die Opfer des Nationalsozialismus erinnert werden, die in Melsungen lebten und wirkten.

## Liste der Stolpersteine
| Name                 | Adresse                | Bild                                  | Inschrift | Verlegedatum  | Biografie und Anmerkungen |
| -------------------- | ---------------------- | ------------------------------------- | --- | ------------- | ------------------------- |
| Betty Levy           | Am Markt 4 ·           | Stolperstein für Betty Levy           | Hier wohnte Betty Levy geb. Abt Jg. 1869 Flucht 1938 Südafrika überlebt                                                                         | 28. Apr. 2008 |                           |
| Herta Levy           | Am Markt 4 ·           | Stolperstein für Herta Levy           | Hier wohnte Herta Levy Jg. 1900 Flucht 1938 Südafrika überlebt                                                                                  | 28. Apr. 2008 |                           |
| Else Levy            | Am Markt 4 ·           | Stolperstein für Else Levy            | Hier wohnte Else Levy Jg. 1903 Flucht Südafrika überlebt                                                                                        | 28. Apr. 2008 |                           |
| Lieselotte Levy      | Am Markt 4 ·           | Stolperstein für Lieselotte Levy      | Hier wohnte Lieselotte Levy Jg. 1913 Flucht 1938 Südafrika überlebt                                                                             | 28. Apr. 2008 |                           |
| Selma Levy           | Am Markt 4 ·           | Stolperstein für Selma Levy           | Hier wohnte Selma Levy Jg. 1881 1942 spurlos verschwunden ???                                                                                   | 28. Apr. 2008 |                           |
| Paula Levy           | Am Markt 4 ·           | Stolperstein für Paula Levy           | Hier wohnte Paula Levy Jg. 1898 Flucht 1938 Südafrika überlebt                                                                                  | 11. März 2009 |                           |
| Ernst Levy           | Am Markt 18 ·          | Stolperstein für Ernst Levy           | Hier wohnte Ernst Levy Jg. 1912 unfreiwillig verzogen 1933 Köln Flucht Holland interniert Westerbork deportiert 1943 Sobibor ermordet 16.7.1943 | 15. Juni 2015 |                           |
| Emma Abt             | Brückenstraße 2 ·      | Stolperstein für Emma Abt             | Hier wohnte Emma Abt geb. Nagel Jg. 1877 Flucht Uruguay Flucht in den Tod 1940 Montevideo                                                       | 27. Mai 2011  |                           |
| Rosel Abt            | Brückenstraße 2 ·      | Stolperstein für Rosel Abt            | Hier wohnte Rosel Abt Jg. 1901 Flucht Uruguay Flucht in den Tod 1940 Montevideo                                                                 | 27. Mai 2011  |                           |
| Röschen Kahn         | Brückenstraße 2 ·      | Stolperstein für Röschen Kahn         | Hier wohnte Röschen Kahn geb. Kaufmann Jg. 1856 Flucht 1938 Holland interniert Westerbork deportiert 1943 Sobibor ermordet 16.7.1943            | 27. Mai 2011  |                           |
| Berta Rothschild     | Brückenstraße 12 ·     | Stolperstein für Berta Rothschild     | Hier wohnte Berta Rothschild geb. Levy Jg. 1905 Flucht 1939 Belgien interniert Mechelen deportiert 1942 Auschwitz ermordet 31.10.1942           | 12. Mai 2010  |                           |
| Hugo Rothschild      | Brückenstraße 12 ·     | Stolperstein für Hugo Rothschild      | Hier wohnte Hugo Rothschild Jg. 1888 Flucht 1942 Belgien interniert Mechelen deportiert 1942 Auschwitz ermordet                                 | 12. Mai 2010  |                           |
| Sally Abt            | Burgstraße 21 ·        | Stolperstein für Sally Abt            | Hier wohnte Sally Abt Jg. 1864 deportiert 1942 Theresienstadt ermordet 20.9.1942                                                                | 12. Mai 2010  |                           |
| Elly Abt             | Burgstraße 21 ·        | Stolperstein für Elly Abt             | Hier wohnte Elly Abt Jg. 1900 Heimatort 1938 verlassen ???                                                                                      | 12. Mai 2010  |                           |
| Leopold Abt          | Burgstraße 21 ·        | Stolperstein für Leopold Abt          | Hier wohnte Leopold Abt Jg. 1894 deportiert 1942 Sobibor ermordet 27.9.1942 Majdanek                                                            | 12. Mai 2010  |                           |
| Bessy Abt            | Burgstraße 21 ·        | Stolperstein für Bessy Abt            | Hier wohnte Bessy Abt Jg. 1898 deportiert 1942 Sobibor 1942 Majdanek ermordet                                                                   | 12. Mai 2010  |                           |
| Henriette Abt        | Burgstraße 21 ·        | Stolperstein für Henriette Abt        | Hier wohnte Henriette Abt geb. Nussbaum Jg. 1863 deportiert 1942 Theresienstadt ermordet 17.9.1942                                              | 12. Mai 2010  |                           |
| Leopold Levy         | Carl-Braun-Straße 23 · | Stolperstein für Leopold Levy         | Hier wohnte Leopold Levy Jg. 1877 deportiert 1942 Theresienstadt ermordet 30.12.1942                                                            | 12. Mai 2010  |                           |
| Paula Levy           | Carl-Braun-Straße 23 · | Stolperstein für Paula Levy           | Hier wohnte Paula Levy geb. Mosheim Jg. 1885 deportiert 1942 Auschwitz ermordet 12.10.1944                                                      | 12. Mai 2010  |                           |
| Henny Levy           | Carl-Braun-Straße 23 · | Stolperstein für Henny Levy           | Hier wohnte Henny Levy Jg. 1910 Flucht 1933 Italien England                                                                                     | 3. Aug. 2019  |                           |
| Wilhelm Levy         | Carl-Braun-Straße 23 · | Stolperstein für Wilhelm Levy         | Hier wohnte Wilhelm Levy Jg. 1914 Flucht 1936 USA                                                                                               | 3. Aug. 2019  |                           |
| Werner Levy          | Carl-Braun-Straße 23 · | Stolperstein für Werner Levy          | Hier wohnte Werner Levy Jg. 1916 Flucht 1934 USA                                                                                                | 3. Aug. 2019  |                           |
| Amalie Abt           | Fritzlarer Straße 1 ·  | Stolperstein für Amalie Abt           | Hier wohnte Amalie Abt Jg. 1872 medizinische Behandlung verweigert tot 24.8.1941                                                                | 4. Apr. 2013  |                           |
| Bernhard Speier      | Fritzlarer Straße 3 ·  | Stolperstein für Bernhard Speier      | Hier wohnte Bernhard Speier Jg. 1887 Flucht 1938 USA                                                                                            |               |                           |
| Albert Fred Speier   | Fritzlarer Straße 3 ·  | Stolperstein für Albert Fred Speier   | Hier wohnte Albert Fred Speier Jg. 1922 Flucht 1936 USA                                                                                         |               |                           |
| Hannelore Speier     | Fritzlarer Straße 3 ·  | Stolperstein für Hannelore Speier     | Hier wohnte Hannelore Speier Jg. 1927 Flucht 1938 USA                                                                                           |               |                           |
| Bertha Bella Speier  | Fritzlarer Straße 3 ·  | Stolperstein für Bertha Bella Speier  | Hier wohnte Bertha Bella Speier geb. Spangenthal Jg. 1890 Flucht 1938 USA                                                                       |               |                           |
| Moritz Katz          | Fritzlarer Straße 4 ·  | Stolperstein für Moritz Katz          | Hier wohnte Moritz Katz Jg. 1878 unfreiwillig verzogen 1936 Kassel verhaftet 1940 Sachsenhausen ermordet 19.1.1941 Dachau                       | 4. Apr. 2013  |                           |
| Rosa Katz            | Fritzlarer Straße 4 ·  | Stolperstein für Rosa Katz            | Hier wohnte Rosa Katz geb. Hammerschlag Jg. 1883 deportiert 1941 ermordet in Riga                                                               | 4. Apr. 2013  |                           |
| Meinhard Meyer       | Fritzlarer Straße 11 · | Stolperstein für Meinhard Meyer       | Hier wohnte Meinhard Meyer Jg. 1880 Flucht Frankreich interniert Drancy deportiert 1943 ermordet in Auschwitz                                   | 4. Apr. 2013  |                           |
| Clara Saevici        | Fritzlarer Straße 11 · | Stolperstein für Clara Saevici        | Hier wohnte Clara Saevici geb. Meyer Jg. 1909 Flucht Frankreich interniert Drancy deportiert 1942 ermordet in Auschwitz                         | 4. Apr. 2013  |                           |
| Rosalie Meyer        | Fritzlarer Straße 11 · | Stolperstein für Rosalie Meyer        | Hier wohnte Rosalie Meyer geb. Siegel Jg. 1876 Flucht Frankreich interniert Drancy deportiert 1943 ermordet in Riga                             | 4. Apr. 2013  |                           |
| Arthur Katz          | Fritzlarer Straße 13 · | Stolperstein für Arthur Katz          | Hier wohnte Arthur Katz Jg. 1880 verhaftet 1938 Breitenau Schicksal unbekannt                                                                   | 4. Apr. 2013  |                           |
| Ida Katz             | Fritzlarer Straße 13 · | Stolperstein für Ida Katz             | Hier wohnte Ida Katz geb. Wahlhaus Jg. 1883 gedemütigt/isoliert Flucht in den Tod 1932                                                          | 4. Apr. 2013  |                           |
| Leonore Katz         | Fritzlarer Straße 13 · | Stolperstein für Lenore Katz          | Hier wohnte Lenore Katz Jg. 1911 Flucht 1939 USA überlebt                                                                                       | 4. Apr. 2013  |                           |
| Hildegard Katz       | Fritzlarer Straße 13 · | Stolperstein für Hildegard Katz       | Hier wohnte Hildegard Katz Jg. 1913 unfreiwillig verzogen 1935 Hamburg Schicksal unbekannt                                                      | 4. Apr. 2013  |                           |
| Berta Katz           | Fritzlarer Straße 13 · | Stolperstein für Berta Katz           | Hier wohnte Berta Katz Jg. 1921 Flucht 1937 Palästina überlebt                                                                                  | 4. Apr. 2013  |                           |
| Siegfried Abt        | Kasseler Straße 22 ·   | Stolperstein für Siegfried Abt        | Hier wohnte Siegfried Abt Jg. 1870 deportiert 1942 Theresienstadt ermordet 10.1.1943                                                            | 11. März 2009 |                           |
| Fanny Abt            | Kasseler Straße 22 ·   | Stolperstein für Fanny Abt            | Hier wohnte Fanny Abt geb. Spangenthal Jg. 1880 deportiert 1942 Theresienstadt ermordet 9.10.1944 Auschwitz                                     | 11. März 2009 |                           |
| Flora Speier         | Kasseler Straße 28 ·   | Stolperstein für Flora Speier         | Hier wohnte Flora Speier geb. Abt Jg. 1873 Flucht 1938 Holland interniert Westerbork deportiert 1943 Sobibor ermordet 21.5.1943                 |               |                           |
| Leo Speier           | Kasseler Straße 28 ·   | Stolperstein für Leo Speier           | Hier wohnte Leo Speier Jg. 1905 Flucht 1933 Holland interniert Westerbork deportiert 1944 Auschwitz ermordet 11.2.1944                          |               |                           |
| Emil Goldschmidt     | Obere Mauergasse 3 ·   | Stolperstein für Emil Goldschmidt     | Hier wohnte Emil Goldschmidt Jg. 1879 verhaftet 1938 Arbeitserziehungslager Breitenau ermordet 22.11.1938 Buchenwald                            | 27. Mai 2011  |                           |
| Toni Goldschmidt     | Obere Mauergasse 3 ·   | Stolperstein für Toni Goldschmidt     | Hier wohnte Toni Goldschmidt Jg. 1889 deportiert 1941 Riga ???                                                                                  | 27. Mai 2011  |                           |
| Siegmund Goldschmidt | Obere Mauergasse 3 ·   | Stolperstein für Siegmund Goldschmidt | Hier wohnte Siegmund Goldschmidt Jg. 1890 Flucht 1938 Holland interniert Westerbork deportiert 1943 Sobibor ermordet 28.5.1943                  | 27. Mai 2011  |                           |
| Helene Block         | Obere Steingasse 6 ·   | Stolperstein für Helene Block         | Hier wohnte Helene Block Jg. 1864 deportiert 1942 Theresienstadt ermordet 25.9.1942                                                             | 27. Mai 2011  |                           |
| Fanny Stern          | Rotenburer Straße 3 ·  | Stolperstein für Fanny Stern          | Hier wohnte Fanny Stern geb. Selig Jg. 1853 deportiert ???                                                                                      | 11. März 2009 |                           |
| Franziska Stern      | Rotenburer Straße 3 ·  | Stolperstein für Franziska Stern      | Hier wohnte Franziska Stern geb. Rosenbusch Jg. 1886 deportiert Richtung Polen ???                                                              | 11. März 2009 |                           |
| Abraham Speier       | Vorderes Eisfeld 6 ·   | Stolperstein für Abraham Speier       | Hier wohnte Abraham Speier Jg. 1868 deportiert 1942 Theresienstadt Treblinka ermordet 29.9.1942                                                 |               |                           |
| Bernhard Speier      | Vorderes Eisfeld 6 ·   | Stolperstein für Bernhard Speier      | Hier wohnte Bernhard Speier JG. 1901 Flucht 1937 USA überlebt                                                                                   |               |                           |
| Settchen Speier      | Vorderes Eisfeld 6 ·   | Stolperstein für Settchen Speier      | Hier wohnte Settchen Speier geb. Katz Jg. 1880 deportiert 1942 Theresienstadt Treblinka ermordet 29.9.1942                                      |               |                           |
| Ludwig Speier        | Vorderes Eisfeld 6 ·   | Stolperstein für Ludwig Speier        | Hier wohnte Ludwig Speier Jg. 1904 Flucht 1938 USA überlebt                                                                                     |               |                           |